# Bona (nome)
Bona  è un nome proprio di persona italiano femminile.

## Varianti
- Femminili
  - Alterati: Bonella[2], Bonina[2], Bonuccia[2]
- Maschili: Bono[1][2], Buono[2]
  - Alterati: Bonello[2], Bonino[2], Bonuccio[2], Bonito[2]

## Origine e diffusione
"Bono" e "Bona" (in latino Bonus e Bona) sono nomi di stampo augurale, chiaramente tratti dagli omonimi aggettivi con il senso di "buono", "gentile", "virtuoso"; in tal senso non sono diversi da altri nomi quali Bonomo, Omobono, Bonavita, Bonaventura, Bonamico, Boncompagno e Buonadonna.
Documentati già nel primo Medioevo (e già da allora specialmente usati in Toscana) e supportati dal culto di vari santi, Bono e Bona erano talmente comuni tra la popolazione che sono attestati occasionalmente anche tra i Longobardi residenti in Italia; sono ancora in uso a Firenze nel XIII secolo, dove erano più frequenti tra la plebe, dopodiché la loro diffusione calò fino a che scomparvero. 
La sola forma femminile è stata riportata in voga come nome di gusto aristocratico dopo la nascita del regno d'Italia, in quanto nome tradizionale di casa Savoia; negli anni settanta se ne contavano circa duemilatrecento occorrenze, sparse al Centro-Nord, sempre con maggior frequenza in Toscana.

## Onomastico

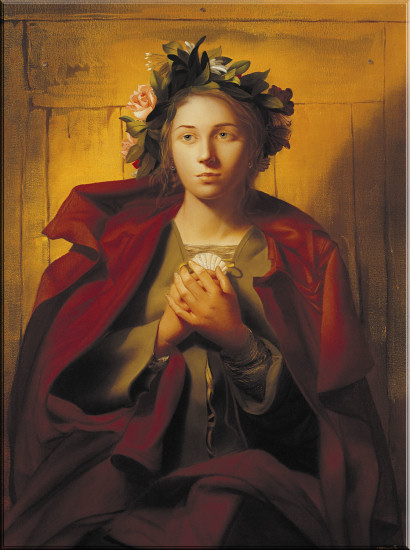
Santa Bona di Pisa

L'onomastico si può festeggiare in memoria di vari santi, alle date seguenti:
- 15 gennaio, san Bonito, cancelliere di re Sigeberto III d'Austrasia, poi governatore di Marsiglia sotto Teodorico III e vescovo di Clermont-Ferrand[3]
- 1º marzo, san Bono, vescovo di Cagliari[4][5]
- 29 maggio, santa Bona, vergine di Pisa, patrona degli assistenti di volo[1][6][7].
- 7 luglio, san Bonito, abate di Montecassino[8]
- 1º agosto, san Buono, prete e martire con altri undici compagni a Roma[1][9]

## Persone

Bona Sforza

- Bona d'Artois, duchessa consorte di Borgogna
- Bona di Berry, contessa consorte di Savoia
- Bona di Borbone, contessa consorte di Savoia
- Bona di Lussemburgo, consorte dell'erede al trono di Francia, Giovanni il Buono e duchessa di Normandia
- Bona di Savoia (1275 - 1300), principessa di Savoia
- Bona di Savoia (1388 - 1432) principessa di Savoia
- Bona di Savoia (1449 – 1503), duchessa di Milano
- Bona Benvenisti Viterbi, scrittrice italiana
- Bona Bevilacqua, nobildonna italiana
- Bona de Pisis de Mandiargues, pittrice e scrittrice italiana
- Bona Lombarda, moglie di Pier Brunoro Sanvitale
- Bona Maria Scotoni, alpinista italiana
- Bona Sforza, regina consorte di Polonia e granduchessa consorte di Lituania

### Variante maschili Bono
- Bono da Ferrara, pittore italiano
- Bono di Milano, arcivescovo italiano
- Bono di Napoli, duca di Napoli
- Bono Giamboni, scrittore italiano
- Bono Giamboni il Giovane, scrittore e letterato italiano

### Altre varianti maschili
- Bonino da Campione, scultore italiano
- Bonino de Boninis, editore e tipografo dalmata
- Bonetto Floridi, crociato italiano
- Bonino Mombrizio, umanista, scrittore e filologo italiano
- Bonuccio Pardini, scultore e architetto italiano